# Kirchheim (Hessen)

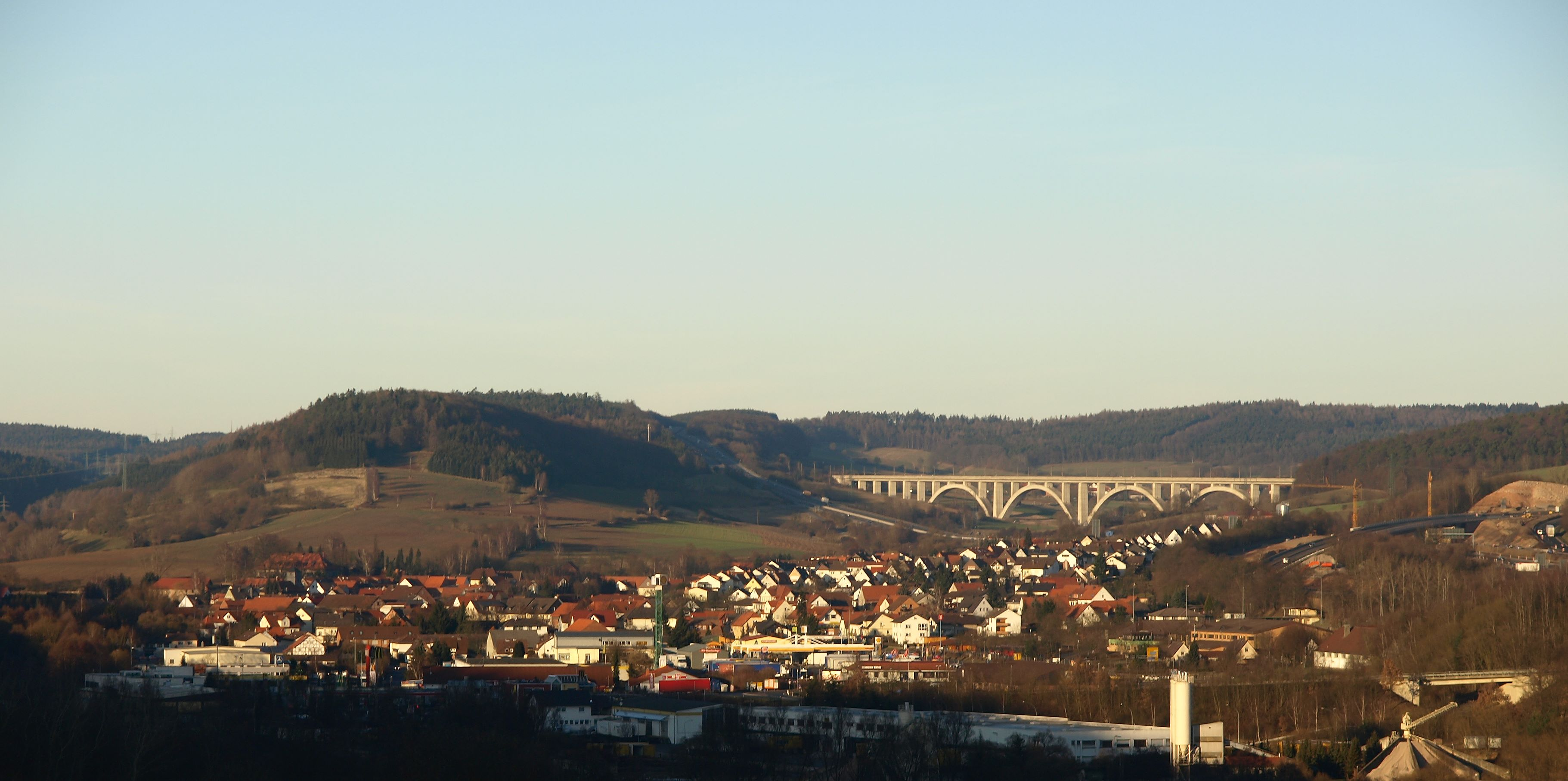
Kirchheim mit der A 7 und der Wälsebachtalbrücke im Hintergrund

Kirchheim (ⓘ) ist eine Gemeinde im osthessischen Landkreis Hersfeld-Rotenburg. Durch die Lage an der Bundesautobahn 7 (A 7) zwischen den Dreiecken mit A 4 und A 5 wird das hessische Kirchheim auch „das Autobahn-Dorf“ genannt, zumal die Autobahn in das Wappen aufgenommen wurde und der Ort durch Rasthöfe mit Tankstellen sowie neuerdings Elektroauto-Schnellladern geprägt ist.

## Geographie

### Geographische Lage
Kirchheim liegt in den Südausläufern des Knüllgebirges im Tal der Aula, die bei Niederaula in die Fulda fließt; in der Ortschaft münden in die Aula im Norden das Gossmannsröder Wasser und der Wälsebach und im Süden die Ibra. Der höchste Berg des Gemeindegebiets ist der 6,6 km nordwestlich an der Gemeindegrenze zu Neuenstein gelegene Eisenberg (635,5 m ü. NN).
Die nächsten größeren Städte sind Bad Hersfeld (ca. 10 km ostnordöstlich), Fulda (ca. 33 km südsüdöstlich) und Alsfeld (ca. 24 km südwestlich).

### Nachbargemeinden
Kirchheim grenzt im Norden an die Gemeinde Neuenstein, im Osten an die Stadt Bad Hersfeld, im Süden an die Gemeinde Niederaula, im Südwesten an die Gemeinde Breitenbach am Herzberg (alle im Landkreis Hersfeld-Rotenburg) sowie im Westen an die Gemeinde Oberaula (im Schwalm-Eder-Kreis).

### Gemeindegliederung
Die Gemeinde besteht neben dem Hauptort Kirchheim aus den Ortsteilen Allendorf, Frielingen, Gersdorf, Gershausen, Goßmannsrode, Heddersdorf, Kemmerode, Reckerode, Reimboldshausen, Rotterterode und Willingshain.

### Klima
Das langjährige Jahresmittel der Lufttemperatur beträgt 7,4 °C und der durchschnittliche Niederschlag liegt bei 637 mm. Im langjährigen Mittel hat Kirchheim 21,7 Sommertage, 107,2 Frosttage. Die mittlere Jahressonnenscheindauer liegt bei 1410 Stunden.
Quelle: 1200 Jahre Kirchheim, siehe Kap. Literatur

## Geschichte

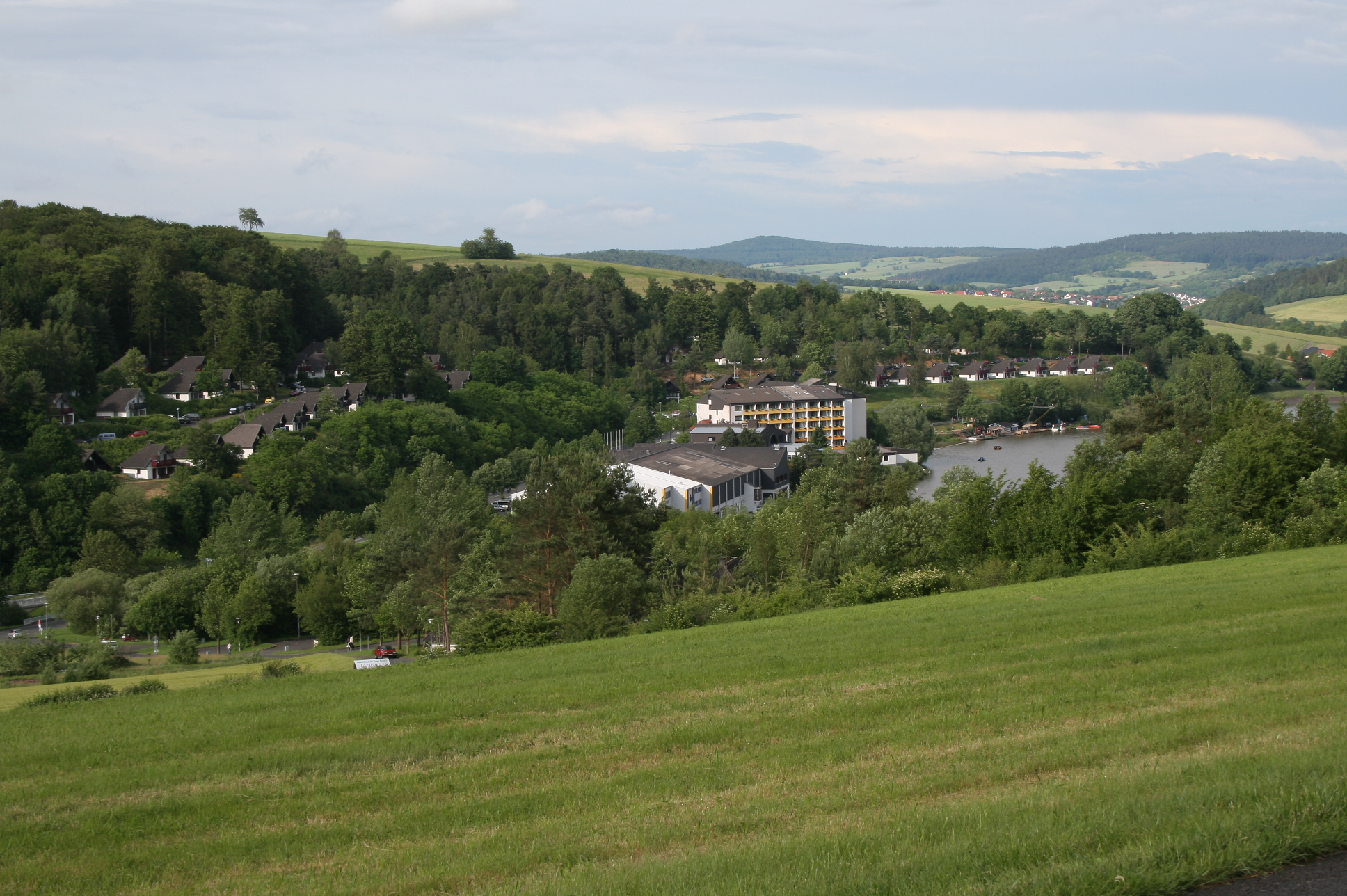
Blick auf den „Seepark Kirchheim“

### Ortsgeschichte
Die älteste bekannte schriftliche Erwähnung von Kirchheim erfolgte unter dem Namen Kyricheim im Breviarium Lulli, einem Zehntverzeichnis der Abtei Hersfeld und wird in die Zeit 775–786 datiert.
Den Eisenbahnanschluss erhielt Kirchheim am 1. Mai 1906, als die Knüllwaldbahn eröffnet wurde. Ab 1935 hatte die Gemeinde den Autobahnanschluss, als hier das Autobahndreieck der Autobahnen A 7 und A 4 entstand.
Im Zuge der Gebietsreform in Hessen wurden bis dahin selbstständigen Gemeinden Allendorf, Frielingen, Gershausen, Goßmannsrode, Kemmerode und Reimboldshausen mit Wirkung vom 1. Februar 1971 auf freiwilliger Basis in die Gemeinde Kirchheim eingegliedert. Mit Wirkung vom 31. Dezember 1971 folgte Rotterterode. Gersdorf, Heddersdorf, Reckerode und Willingshain kamen kraft Landesgesetz am 1. August 1972 hinzu.
Für alle bei der Gebietsreform nach Kirchheim eingegliederten Gemeinden sowie für die Kerngemeinde wurden Ortsbezirke mit Ortsbeirat und Ortsvorsteher nach der Hessischen Gemeindeordnung gebildet.
Im Jahr 1974 wurde mit dem Bau des „Seeparkes Kirchheim“, zwischen den Ortsteilen Reimboldshausen und Kemmerode begonnen. Hier wurde die Ibra zu einem zehn Hektar großen See aufgestaut. Nur ein Jahr danach wurde die Kreisstraße 34 von Willingshain über den Eisenberg nach Raboldshausen (Ortsteil von Neuenstein) gebaut. Nach dieser verkehrsmäßigen Erschließung des Eisenbergs folgten im selben Jahr der Bau eines Berghotels, der Bau des „Feriendorfes am Eisenberg“ durch die Stadt Hannover und der Bau des Funkturmes.
Am 22. August 1977 brach der Damm des Ibrastausees im „Seepark Kirchheim“ und unterspülte die Bahntrasse bei Kirchheim. Dies war der Anlass für die Bundesbahn, die Knüllwaldbahn stillzulegen.

### Staats- und Verwaltungsgeschichte im Überblick
Die folgende Liste zeigt die Staaten und Verwaltungseinheiten, denen Kirchheim angehört(e):
- 9. Jh.: Frankenreich, Hessengau (in pago Hassorum)
- 1348: Heiliges Römisches Reich, Reichsabtei Hersfeld, Amt Niederaula
- ab 1378: Heiliges Römisches Reich, Landgrafschaft Hessen (1402–1458), Abtei Hersfeld, Amt Niederaula
- ab 1648: Heiliges Römisches Reich, Landgrafschaft Hessen-Kassel, Fürstentum Hersfeld, Amt Niederaula
- ab 1806: Landgrafschaft Hessen-Kassel, Fürstentum Hersfeld, Amt Niederaula
- 1807–1813: Königreich Westphalen, Departement der Werra, Distrikt Hersfeld, Kanton Niederaula
- ab 1815: Kurfürstentum Hessen, Fürstentum Hersfeld, Amt Niederaula[11]
- ab 1821/22: Kurfürstentum Hessen, Provinz Fulda, Kreis Hersfeld[12][Anm. 1]
- ab 1848: Kurfürstentum Hessen, Bezirk Hersfeld
- ab 1851: Kurfürstentum Hessen, Provinz Fulda, Kreis Hersfeld
- ab 1867: Königreich Preußen, Provinz Hessen-Nassau, Regierungsbezirk Kassel, Landkreis Fulda
- ab 1871: Deutsches Reich, Königreich Preußen, Provinz Hessen-Nassau, Regierungsbezirk Kassel, Kreis Hersfeld
- ab 1918: Deutsches Reich, Freistaat Preußen, Provinz Hessen-Nassau, Regierungsbezirk Kassel, Kreis Hersfeld
- ab 1944: Deutsches Reich, Freistaat Preußen, Provinz Kurhessen, Landkreis Hersfeld
- ab 1945: Deutsches Reich, Amerikanische Besatzungszone, Groß-Hessen, Regierungsbezirk Kassel, Landkreis Hersfeld
- ab 1946: Deutsches Reich, Amerikanische Besatzungszone, Hessen, Regierungsbezirk Kassel, Landkreis Hersfeld
- ab 1949: Bundesrepublik Deutschland, Hessen, Regierungsbezirk Kassel, Landkreis Hersfeld
- ab 1972: Bundesrepublik Deutschland, Hessen, Regierungsbezirk Kassel, Landkreis Hersfeld-Rotenburg

### Seit 2000
Von 2016 bis 2024 gab es für die Gemeinde keinen genehmigten Haushalt.

## Bevölkerung

### Einwohnerstruktur 2011
Nach den Erhebungen des Zensus 2011 lebten am Stichtag, dem 9. Mai 2011, in Kirchheim 3651 Einwohner. Darunter waren 145 (4,0 %) Ausländer, von denen 51 aus dem EU-Ausland, 36 aus anderen europäischen Ländern und 58 aus anderen Staaten kamen. (Bis zum Jahr 2020 erhöhte sich die Ausländerquote auf 7,6 %.)
Nach dem Lebensalter waren 588 Einwohner unter 18 Jahren, 1521 zwischen 18 und 49, 825 zwischen 50 und 64 und 717 Einwohner waren älter. Die Einwohner lebten in 1554 Haushalten. Davon waren 408 Singlehaushalte, 429 Paare ohne Kinder und 540 Paare mit Kindern, sowie 150 Alleinerziehende und 30 Wohngemeinschaften. In 249 Haushalten lebten ausschließlich Senioren und in 1020 Haushaltungen leben keine Senioren.

### Einwohnerentwicklung
Im Jahr 1610 hatte Kirchheim 75 Haushaltungen, im Jahr 1747 waren es 81.
| Kirchheim: Einwohnerzahlen von 1834 bis 2020 | Kirchheim: Einwohnerzahlen von 1834 bis 2020 | Kirchheim: Einwohnerzahlen von 1834 bis 2020 | Kirchheim: Einwohnerzahlen von 1834 bis 2020 | Kirchheim: Einwohnerzahlen von 1834 bis 2020 |
| --- | -------------------------------------------- | -------------------------------------------- | -------------------------------------------- | -------------------------------------------- |
| Jahr |                                              |                                              |                                              | Einwohner                                    |
| 1834 | 1834                                         |                                              | 734                                          | 734                                          |
| 1840 | 1840                                         |                                              | 733                                          | 733                                          |
| 1846 | 1846                                         |                                              | 730                                          | 730                                          |
| 1852 | 1852                                         |                                              | 759                                          | 759                                          |
| 1858 | 1858                                         |                                              | 694                                          | 694                                          |
| 1864 | 1864                                         |                                              | 686                                          | 686                                          |
| 1871 | 1871                                         |                                              | 616                                          | 616                                          |
| 1875 | 1875                                         |                                              | 582                                          | 582                                          |
| 1885 | 1885                                         |                                              | 547                                          | 547                                          |
| 1895 | 1895                                         |                                              | 548                                          | 548                                          |
| 1905 | 1905                                         |                                              | 549                                          | 549                                          |
| 1910 | 1910                                         |                                              | 569                                          | 569                                          |
| 1925 | 1925                                         |                                              | 604                                          | 604                                          |
| 1939 | 1939                                         |                                              | 705                                          | 705                                          |
| 1946 | 1946                                         |                                              | 1.091                                        | 1.091                                        |
| 1950 | 1950                                         |                                              | 1.126                                        | 1.126                                        |
| 1956 | 1956                                         |                                              | 1.018                                        | 1.018                                        |
| 1961 | 1961                                         |                                              | 1.085                                        | 1.085                                        |
| 1967 | 1967                                         |                                              | 1.445                                        | 1.445                                        |
| 1970 | 1970                                         |                                              | 1.520                                        | 1.520                                        |
| 1972 | 1972                                         |                                              | 3.673                                        | 3.673                                        |
| 1975 | 1975                                         |                                              | 3.885                                        | 3.885                                        |
| 1980 | 1980                                         |                                              | 3.977                                        | 3.977                                        |
| 1985 | 1985                                         |                                              | 4.143                                        | 4.143                                        |
| 1990 | 1990                                         |                                              | 4.050                                        | 4.050                                        |
| 1995 | 1995                                         |                                              | 4.145                                        | 4.145                                        |
| 2000 | 2000                                         |                                              | 4.032                                        | 4.032                                        |
| 2005 | 2005                                         |                                              | 3.940                                        | 3.940                                        |
| 2010 | 2010                                         |                                              | 3.636                                        | 3.636                                        |
| 2011 | 2011                                         |                                              | 3.651                                        | 3.651                                        |
| 2015 | 2015                                         |                                              | 4.093                                        | 4.093                                        |
| 2020 | 2020                                         |                                              | 3.545                                        | 3.545                                        |
| Datenquelle: Historisches Gemeindeverzeichnis für Hessen: Die Bevölkerung der Gemeinden 1834 bis 1967. Wiesbaden: Hessisches Statistisches Landesamt, 1968. Weitere Quellen: LAGIS; 1972:; Hessisches Statistisches Informationssystem; Zensus 2011 Ab 1972 einschließlich der im Zuge der Gebietsreform in Hessen eingegliederten Orte. |                                              |                                              |                                              |                                              |

## Religion

### Römisch-katholische Kirche
Die Gemeinde Kirchheim ist Teil der katholischen Pfarrei St. Lullus Bad - Hersfeld/Niederaula-Kircheim. In Kirchheim befindet sich die katholische Kirche „St. Gunther“ am „Am Wolfsstück 20“.

### Religionszugehörigkeit
| • 1885: | 163 evangelische (= 100 %) Einwohner                                                        |
| • 1961: | 177 evangelische (= 88,94 %), 20 katholische (= 10,05 %) Einwohner                          |
| • 1987: | 2954 evangelische (= 80,1 %), 466 katholische (= 12,6 %), 270 sonstige (= 7,3 %) Einwohner  |
| • 2011: | 2553 evangelische (= 69,9 %), 396 katholische (= 10,8 %), 703 sonstige (= 19,3 %) Einwohner |

### Bhakti Marga
In Kirchheim befindet sich ein Ashram der Bhakti Marga.

## Politik

### Gemeindevertretung
Die Kommunalwahl am 14. März 2021 lieferte folgendes Ergebnis, in Vergleich gesetzt zu früheren Kommunalwahlen:
| Sitzverteilung in der Gemeindevertretung 2021Insgesamt 23 Sitze - SPD: 13 - CDU: 10 | Parteien und Wählergemeinschaften | Parteien und Wählergemeinschaften           | % 2021 | Sitze 2021 | % 2016 | Sitze 2016 | % 2011 | Sitze 2011 | % 2006 | Sitze 2006 | % 2001 | Sitze 2001 |
| Sitzverteilung in der Gemeindevertretung 2021Insgesamt 23 Sitze - SPD: 13 - CDU: 10 | SPD                               | Sozialdemokratische Partei Deutschlands     | 56,1   | 13         | 56,3   | 13         | 63,2   | 15         | 56,3   | 13         | 53,4   | 12         |
| Sitzverteilung in der Gemeindevertretung 2021Insgesamt 23 Sitze - SPD: 13 - CDU: 10 | CDU                               | Christlich Demokratische Union Deutschlands | 43,9   | 10         | 43,7   | 10         | 36,8   | 8          | 43,7   | 10         | 46,6   | 11         |
| Sitzverteilung in der Gemeindevertretung 2021Insgesamt 23 Sitze - SPD: 13 - CDU: 10 | gesamt                            | gesamt                                      | 100,0  | 23         | 100,0  | 23         | 100,0  | 23         | 100,0  | 23         | 100,0  | 23         |
| Sitzverteilung in der Gemeindevertretung 2021Insgesamt 23 Sitze - SPD: 13 - CDU: 10 | Wahlbeteiligung in %              | Wahlbeteiligung in %                        | 57,2   | 57,2       | 58,4   | 58,4       | 55,4   | 55,4       | 59,0   | 59,0       | 61,7   | 61,7       |

### Bürgermeister
Nach der hessischen Kommunalverfassung wird der Bürgermeister für eine sechsjährige Amtszeit gewählt, seit dem Jahr 1993 in einer Direktwahl, und ist Vorsitzender des Gemeindevorstands, dem in der Gemeinde Kirchheim neben dem Bürgermeister ehrenamtlich ein Erster Beigeordneter und sechs weitere Beigeordnete angehören. Bürgermeister ist seit dem 1. November 2022 Axel Schmidt (CDU). Er setzte sich am 15. Mai 2022 im ersten Wahlgang gegen Amtsinhaber Manfred Koch (SPD), der sich um eine fünfte Amtszeit beworben hatte, bei 59,83 Prozent Wahlbeteiligung mit 53,86 Prozent der Stimmen durch.
Amtszeiten der Bürgermeister
- 2022–2028 Axel Schmidt (CDU)[25]
- 1998–2022 Manfred Koch (SPD)[26]
- 1985–1998 Karl-Heinz Spangenberg (SPD) (verstorben 22. Juni 1998)
- 1972–1985 Wiegand Kimpel (SPD)[29]

### Ortsbeiräte
Für die Ortsteile Allendorf, Frielingen, Gersdorf, Gershausen, Goßmannsrode, Heddersdorf, Kemmerode, Kirchheim, Reckerode, Reimboldshausen, Rotterterode und Willingshain bestehen Ortsbezirke nach Maßgabe der §§ 81 und 82 HGO und des Kommunalwahlgesetzes in der jeweils gültigen Fassung. Der Ortsbeirat wird im Rahmen der Kommunalwahlen gewählt und bestimmt aus seiner Mitte den/die Ortsvorsteher/in.
Der Ortsbeirat für den Ortsteil Kirchheim besteht aus neun Mitgliedern. Nach den Kommunalwahlen in Hessen 2021 wurde Volker Meister als Ortsvorsteher gewählt.

### Haushalt
Im Jahr 2013 wurde zur Konsolidierung des Haushalts für die Haltung von Pferden auf dem Gemeindegebiet eine Pferdesteuer eingeführt.

### Wappen
Am 23. August 1967 wurde der Gemeinde Kirchheim im damaligen Landkreis Hersfeld ein Wappen mit folgender Blasonierung verliehen: In Grün unter einem durch Tannenschnitt abgeteilten goldenen Schildhaupt eine erniedrigte schrägrechte Doppelbahn mit grünem Trennungsstreifen. Die schrägrechte silberne Doppellinie stellt die Autobahn in stilisierter Form dar.

## Bauwerke
Für die unter Denkmalschutz stehenden Kulturdenkmale des Ortes siehe die Liste der Kulturdenkmäler in Kirchheim (Hessen).
Am nördlichen Ende der Stadt, in der Schloßstraße in Fahrtrichtung Goßmannsrode, befindet sich anstelle einer ehemaligen hersfeldischen Burg, verlehnt an die von Hattenbach, das um 1685 errichtete Kirchheimer Schloss (Herrenhaus), nachdem das Anwesen um 1600 an die von Baumbach gelangte. Das Anwesen besaß nördlich des Herrenhauses einen Rokoko-Schlosspark. Südlich davon befinden sich halbkreisförmig die Ökonomiegebäude des Anwesens, die heute zumeist als Wohngebäude ausgebaut sind. Die Anlage ist in Privatbesitz und, außer zu öffentlichen Veranstaltungen, nicht zugänglich.
Die heutige evangelische Kirche wurde 1822 erbaut.

## Verkehr
Die Gemeinde befindet sich an der Bundesautobahn 7 (A 7) direkt am Autobahndreieck Kirchheimer Dreieck mit der A 4, außerdem befindet sich die Anschlussstelle 87 Kirchheim der A 7 südlich davon auf Gemeindegebiet.
Noch weiter südlich liegt das Hattenbacher Dreieck, wo die A 5 endet. Durch die Gemeinde führt die B 454 von Kirchhain nach Niederaula. Die Bahnstrecke Bad Hersfeld–Treysa (Knüllwaldbahn) mit dem Bahnhof Kirchheim (Kr Hersfeld) wurde 1985 stillgelegt und abgebaut.
Auch die Schnellfahrstrecke Hannover–Würzburg ist unter anderem im Krämerskuppetunnel (838 m lang), auf der Wälsebachtalbrücke (721 m) und im Kirchheimtunnel (3,82 km) auf dem Gebiet von Kirchheim gebaut worden. Hinzu kommt der Betriebsbahnhof Kirchheim.
Am Kirchheimer Dreieck befand sich über viele Jahre ein großes Motel (Roadhouse Kirchheim), das insolvent ging und 2018 abgerissen wurde.

## Persönlichkeiten
- Ernst Heinrich von Baumbach (1671–1728), landgräflich-hessischer Generalleutnant